# Дени, Клер
Клер Дени (фр. Claire Denis; род. 21 апреля 1948, Париж) — французская кинорежиссёр и сценаристка, яркая представительница современного авторского кино Франции.

## Биография
Дочь администратора во французских колониях, росла в Африке (Камерун, Буркина-Фасо, Джибути). Окончила Институт высших кинематографических исследований (фр. IDHEC, 1972). Работала ассистентом у Душана Маккавеева, Робера Энрико, Жака Риветта, Вима Вендерса, Коста-Гавраса, Джима Джармуша и др. Дебютировала в 1988 автобиографическим фильмом Шоколад, действие которого, как и ряда других фильмов Дени, разворачивается в Африке.
Несколько раз снялась как актриса (Салон Красоты «Венера» Тони Маршаль, 1998, и др.).

## Общественная позиция
В декабре 2023 года вместе с 50 другими кинематографистами Дени подписала открытое письмо, опубликованное в издании Libération, с требованием прекращения огня и гибели мирных жителей во время израильского вторжения в сектор Газа в 2023 году, а также создания гуманитарного коридора для гуманитарных перевозок и освобождения заложников.

## Избранная фильмография
- 1988 — Шоколад / Chocolat (основной конкурс Каннского МКФ, номинация на премию «Сезар» за лучший режиссёрский дебют)
- 1990 — Плевать на смерть / S’en fout la mort
- 1994 — Не могу заснуть / J’ai pas sommeil
- 1996 — Ненетт и Бони / Nénette et Boni («Золотой леопард» и премия экуменического жюри на МКФ в Локарно, номинация на лучший зарубежный фильм премии «Независимый дух»)
- 1999 — Хорошая работа / Beau Travail (по мотивам повести Германа Мелвилла «Билли Бад», специальное упоминание на Роттердамском МКФ)
- 2001 — Что ни день, то неприятности / Trouble Every Day (участие в конкурсе МКФ в Сиджесе)
- 2002 — На десять минут старше: Виолончель / Ten Minutes Older — The Cello (эпизод «В сторону Нанси», с участием Жан-Люка Нанси)
- 2002 — Пятница, вечер / Vendredi soir
- 2005 — Незваный гость / L’Intrus (по одноимённой книге Жана-Люка Нанси, 2000; основной конкурс Венецианского МКФ)
- 2008 — 35 стопок рома / 35 rhums (премия Анри Ланглуа)
- 2009 — Белый материал / White Material (сценарий Мари Ндьяй, основной конкурс Венецианского МКФ)
- 2013 — Славные ублюдки / Les Salauds
- 2017 — Впусти солнце / Un beau soleil intérieur
- 2018 — Высшее общество / High Life
- 2022 — С любовью и яростью («Серебряный медведь» за лучшую режиссуру на Берлинском кинофестивале)
- 2022 — Звёзды в полдень (Гран-при 75-го Каннского кинофестиваля)[5]

## Признание
Номинант и лауреат ряда национальных и международных премий. Член жюри 62-го Венецианского МКФ (2005), XXVII ММКФ (2005).

## Награды
- 2010 — На Ереванском международном кинофестивале «Золотой абрикос» была удостоена специальной премии «Мастер»